# Look Mickey
Look Mickey (noto anche come Look Mickey!) è un dipinto a olio su tela del 1961 di Roy Lichtenstein. Ampiamente considerato il ponte tra l'espressionismo astratto e le opere della pop art, è notevole per il suo umorismo ironico e il suo valore estetico, oltre a essere il primo esempio dell'impiego da parte dell'artista di punti Ben-Day, fumetti e immagini comiche come fonte per un dipinto. Alla morte di Lichtenstein, il dipinto fu lasciato in eredità alla National Gallery of Art di Washington, DC.
Basandosi sui disegni di personaggi dei fumetti realizzati alla fine degli anni '50, Look Mickey segna il primo impiego completo da parte di Lichtenstein di tecniche pittoriche per riprodurre rappresentazioni quasi fedeli della cultura pop e quindi satireggiare e commentare l'allora crescente processo di produzione di massa di immagini visive. In questo senso, Lichtenstein fu il precursore di un motivo che ebbe influenza non solo sulla pop art degli anni '60, ma che continua a influenzare anche le opere degli artisti odierni. Lichtenstein trae spunto da un libro illustrato di Paperino, in cui vengono mostrati Topolino e Paperino durante un incidente di pesca. Tuttavia, apporta modifiche significative alla fonte originale, tra cui la modifica della combinazione di colori e della prospettiva e l'aggiunta di un fumetto, modificando così la battuta originale.
L'opera risale alla prima mostra personale di Lichtenstein ed è considerata dai critici d'arte rivoluzionaria sia come evoluzione della pop art sia come opera d'arte moderna in generale. Successivamente venne riprodotto nel suo dipinto del 1973 Artist's Studio—Look Mickey, che mostra il dipinto appeso in bella vista su una parete di fronte allo studio di Lichtenstein.

## Sfondo
Tra la fine degli anni '50 e l'inizio degli anni '60, diversi pittori americani iniziarono ad adattare le immagini e i motivi dei fumetti nelle loro opere. Tra questi c'era anche Lichtenstein, che nel 1958 cominciò a disegnare personaggi dei fumetti. Andy Warhol realizzò i suoi primi dipinti in questo stile nel 1960. Lichtenstein, ignaro del lavoro di Warhol, produsse Look Mickey e Popeye nel 1961. Le opere di Lichtenstein del 1961, in particolare Look Mickey, sono considerate un piccolo passo avanti rispetto alla sua precedente pop art a fumetti.
Secondo la Fondazione Lichtenstein, Look Mickey è basato sulla serie Little Golden Book. La National Gallery of Art fa notare che la fonte è intitolata Donald Duck Lost and Found, scritto nel 1960 da Carl Buettner e pubblicato tramite la Disney Enterprises. L'immagine è stata illustrata da Bob Grant e Bob Totten. Una teoria alternativa suggerisce che Look Mickey e Popeye fossero ingrandimenti di involucri di gomme da masticare. Questa immagine ha segnato la prima di numerose opere in cui Lichtenstein ha ritagliato la sua fonte per avvicinare l'osservatore alla scena.
Esistono numerose storie che pretendono di raccontare il momento di ispirazione per Look Mickey. La critica Alice Goldfarb Marquis scrive che l'artista ricordava che uno dei suoi figli indicò un fumetto e lo sfidò: "Scommetto che non sai dipingere bene come quello". Un altro sostiene che il dipinto sia il risultato di uno sforzo per dimostrare le sue capacità sia al figlio che ai suoi compagni di classe che prendevano in giro gli astratti difficili da comprendere di Lichtenstein. Il pittore americano Allan Kaprow una volta affermò, riferendosi a una confezione di gomma da masticare Bazooka Dubble, a Lichtenstein: "Non puoi insegnare il colore da Cézanne, puoi insegnarlo solo da qualcosa come questo". Lichtenstein gli mostrò quindi una delle sue immagini di Paperino.
Durante la fase fumettistica della sua carriera, Lichtenstein spesso alterava leggermente la colorazione della fonte originale. Secondo Marco Livingstone, i suoi primi soggetti comici comprendono uno "stile libero e improvvisato chiaramente derivato da de Kooning ". Lo storico dell'arte Jonathan Fineberg descrive un dipinto di Lichtenstein del 1960 come un "...quadro espressionista astratto con Topolino al suo interno, stilisticamente correlato alle Donne di de Kooning". Quando Leo Castelli vide sia le grandi opere di Lichtenstein che quelle di Warhol basate sui fumetti, scelse di mostrare solo quelle di Lichtenstein, spingendo Warhol a creare la serie Campbell's Soup Cans per evitare di competere con lo stile più raffinato dei fumetti che Lichtenstein stava producendo allora.  Una volta disse: "Devo fare qualcosa che avrà davvero un grande impatto, che sarà abbastanza diverso da Lichtenstein e James Rosenquist, che sarà molto personale, che non sembrerà che io stia facendo esattamente quello che stanno facendo loro".  L'incursione di Lichtenstein nei fumetti portò all'abbandono dell'argomento da parte di Warhol. Sebbene Lichtenstein continuò a lavorare con fonti comiche, dopo il 1961 evitò le fonti facilmente identificabili come Braccio di Ferro e Topolino.
Nell'autunno del 1961, Allan Kaprow, un collega insegnante alla Rutgers University, presentò Lichenstein al mercante d'arte Ivan Karp, direttore della Galleria Leo Castelli. Lichtenstein mostrò a Karp diversi dipinti, ma non Look Mickey. Invece lo impressionò con Girl with Ball, e Karp decise di rappresentare il Liechtenstein poche settimane dopo.

## Descrizione
Il dipinto è una delle prime opere non espressioniste di Lichtenstein e segna il suo primo impiego dei punti Ben-Day, che utilizzò per conferirgli un effetto semitono "industriale". Il dipinto è il suo primo utilizzo sia di un fumetto  che di fumetti come materiale di partenza. L'opera presenta segni di matita visibili ed è stata realizzata utilizzando un pennello per cani con setole di plastica per applicare la pittura ad olio sulla tela. Al momento della sua morte, Look Mickey era considerato l'opera rivoluzionaria di Lichtenstein.
«"Un giorno mi venne in mente di fare qualcosa che sembrasse uguale a un'illustrazione di un fumetto senza utilizzare i simboli dell'arte di allora: la pittura spessa e sottile, la linea calligrafica e tutto ciò che era diventato il segno distintivo della pittura negli anni Quaranta e Cinquanta. Volevo fare dei segni che ricordassero un vero e proprio fumetto".»
Nel riprodurre un'illustrazione prodotta in serie in uno stile pittorico, Lichtenstein semplifica riducendo la composizione ai colori primari, il che serve ad accentuare il suo fascino di massa e gli conferisce in gran parte l'aspetto "pop". In genere, i punti Ben-Day consentono all'artista di produrre una varietà di colori utilizzando punti di pochi colori per dare l'illusione di una tavolozza più ampia. Mescolando punti di colori diversi, come in una stampante a getto d'inchiostro, bastano pochi colori per creare un ampio spettro utilizzando solo un numero limitato di tonalità primarie. Lichtenstein, in quanto pittore e non stampatore di massa, riesce a evitare tutto questo, ottenendo le sue tonalità di colore individuali senza mescolare le tonalità esistenti. Invece, per ogni colore che voleva includere in un'opera, usava la vernice di quel colore.
Lichtenstein apportò diverse modifiche all'opera originale: eliminò varie figure e ruotò il molo in modo che Paperino fosse visto di lato anziché di fronte. Allo stesso tempo, ha mantenuto Paperino e Topolino quasi nelle stesse posizioni in cui si trovavano nell'originale. Lichtenstein non solo ridisegnò lo spazio, ma modificò anche la posizione del corpo e della canna da pesca di Donald ed eliminò i segni di stress e sforzo. Aggiunge anche un fumetto, facendo sembrare che Paperino non si accorga di non essere riuscito a lanciare la sua lenza, a differenza del cartone animato originale. Walt Disney disse di Paperino: "Ha una bocca grande, un occhio grande e belligerante, un collo che si piega e un posteriore consistente e molto flessibile. L'anatra si avvicina all'essere il soggetto ideale dell'animatore."  Il dipinto di Lichtenstein riflette molte di queste caratteristiche fisiche.
Rispetto alla fonte originale, Paperino si sporge più in avanti verso l'acqua, mentre Topolino meno. Il viso di Topolino è più arrossato. La composizione incorpora alcune delle debolezze della stampa dei fumetti, tra cui il disallineamento dei contorni delle onde con il cielo giallo per dare origine a un'area di spazio bianco.

## Interpretazione
La riproduzione su larga scala di un fotogramma di un fumetto fu considerata all'epoca radicale e rivoluzionaria. I critici hanno applaudito la giocosità, l'umorismo intrinseco e l'irriverenza dell'opera. Secondo Diane Waldman del Solomon R. Guggenheim Museum, " Look Mickey è una commedia di ampio respiro e rientra nella categoria della farsa. ..."  Nell'elogio funebre di Lichtenstein, il critico del Los Angeles Times Christopher Knight descrisse l'opera come "una rivisitazione astutamente esilarante dell'espressionismo astratto". Le lievi modifiche apportate da Lichtenstein alla sua "chiarezza lineare e al colore", scrive il critico, ne accrescono il valore estetico e la grandiosità, rafforzati dalla sua scelta di scala. Un'idea sbagliata comune su Lichtenstein deriva dal fatto che nelle sue opere più note, il suo approccio meticoloso alla pittura è volutamente mascherato perché superficialmente cerca di far apparire i suoi dipinti come facsimili di icone della cultura pop prodotte industrialmente. Graham Bader ha scritto che "il dipinto di Lichtenstein in effetti sembra più il prodotto di una produzione industriale che l'immagine pulp su cui si basa". Look Mickey è considerato autoreferenziale nel senso che l'artista sta dipingendo qualcosa attraverso cui l'osservatore può vedere elementi dell'artista.

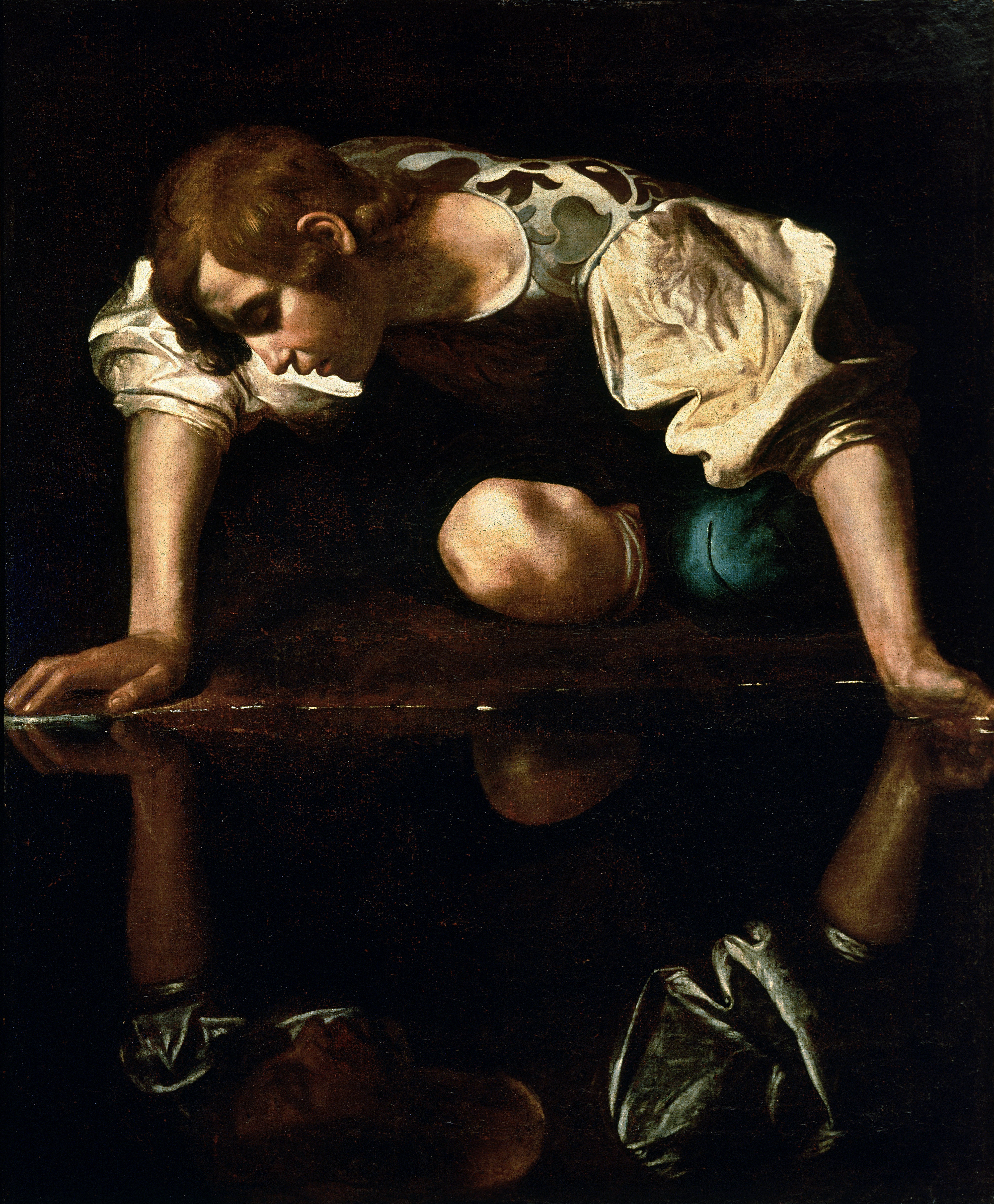
Guarda Mickey ha elementi riflettenti che richiamano il Narciso del Caravaggio.

Bader osserva che Look Mickey si interessa sia al processo artistico sia alle nuove tecniche pittoriche di Lichtenstein. Egli ritiene che possa essere considerato un autoritratto nel senso che "colloca esplicitamente l'autore del dipinto stesso all'interno del circuito narcisistico autoreferenziale al suo centro". Il dipinto mostra Donald che guarda nell'acqua riflettente la firma blu "rfl" di Lichtenstein "come una sorta di surrogato del creatore dell'immagine", in un modo che ricorda il Narciso di Caravaggio, in cui il soggetto guarda il proprio riflesso sull'acqua. Ciò è visto come un'allegoria della posizione di Lichtenstein come artista formatosi per sviluppare i suoi istinti realisti nonostante l'importanza dell'espressionismo astratto. Visto in questo modo, Mickey funge da super-io " modernista d'avanguardia" che incombe su Lichtenstein e ride dei suoi sforzi retrogradi.
Lichtenstein usa i puntini rossi Ben-Day per colorare il viso di Topolino. Secondo alcuni critici d'arte, questo dà al personaggio l'impressione di arrossire. Altre interpretazioni sono che la colorazione sia semplicemente la pigmentazione della pelle o che sia la tonalità associata a un "aspetto sano", poiché Topolino è stato storicamente visto come una creatura con la pelle piuttosto che con la pelliccia. Un'altra interpretazione – supportata dalla fonte originale in cui Topolino dice che se Paperino riesce a catturare il pesce potrà mangiarlo a pranzo – è che il viso di Topolino sia rosso a causa dello sforzo necessario per contenere la sua incredulità e le sue risate mentre sperimenta la sua divertita superiorità. Coloro che sostengono l'interpretazione del rossore sono confortati dalla distribuzione irregolare dei punti rossi, ma altri si affrettano a sottolineare che la tecnica dei punti Ben-Day di Lichtenstein era ancora in una fase primitiva. Non sviluppò l'uso dello stencil (cioè la tecnica di premere la vernice liquida sulla superficie attraverso uno schermo di punti) per presentare punti distribuiti uniformemente fino al 1963.
«È proprio questa tensione tra l'acuirsi delle sensazioni e l'intorpidimento assoluto, l'esuberanza corporea e la morte dell'esperienza sensoriale, che anima “Look Mickey”".»
Graham Bader, descrivendolo come il motore narrativo del dipinto, sottolinea l'intrigo creato dalla giustapposizione tra l'accresciuta percezione visiva di Donald in relazione alla sua prevista cattura e la sua attenuata percezione tattile in relazione al fatto di avere un amo da pesca nella parte posteriore della sua camicia. In questo senso, Lichtenstein ha scelto di rappresentare una fonte che ha come soggetto una divisione tra una maggiore consapevolezza visiva e un senso del tatto assente:
"Donald è un soggetto esplicitamente diviso, tutta l'esperienza sensoriale da un lato e, letteralmente, l'insensibilità dall'altro (e, visivamente, tutta la profondità e tutta la piattezza - perché il volto di Donald è di gran lunga l'elemento spazialmente più illusionistico del dipinto, mentre la sua giacca catturata, fusa con le onde schematiche dietro di esso, è enfaticamente uno dei suoi più piatti). In effetti, Paperino è un ritratto della separazione tra vista e sentimento, tra visione e tatto... Ciò che divide la visione e il tatto in Look Mickey, ciò che segna questo spostamento tra loro, è il testo: le parole che Paperino (e Lichtenstein) introduce nella scena e che l'asta-spazzola del papero attraversa prima di impigliarsi nella sua stessa parte posteriore."
-Bader
Dopo aver iniziato a lavorare nel genere pop art, Lichtenstein esplorò spesso temi legati alla visione; tra i primi esempi si annovera I Can See the Whole Room... e non c'è nessuno dentro! e guarda Mickey. In questo dipinto, i grandi occhi di Paperino indicano la sua convinzione di aver catturato qualcosa di grande, mentre i piccoli occhi di Topolino indicano la sua incredulità che Paperino abbia catturato qualcosa di significativo. Come le opere di Lichenstein con soggetti che guardano attraverso un periscopio (Torpedo...Los!), uno specchio (Girl in Mirror) o uno spioncino (I Can See the Whole Room) ... e non c'è nessuno dentro!), Look Mickey, con il soggetto che guarda il suo riflesso nell'acqua, è un esempio lampante del tema della visione. Utilizza la narrazione per enfatizzare questo motivo, presentando al contempo diversi elementi visivi.

## Eredità
Il dipinto fu incluso nella prima mostra personale di Lichtenstein alla Galleria Leo Castelli, una mostra in cui tutte le opere erano state pre-vendute prima della sua apertura nel febbraio 1962. La mostra, che si tenne dal 10 febbraio al 3 marzo 1962, includeva Engagement Ring, Blam e The Refrigerator. Ha incluso il dipinto nel suo Artist's Studio—Look Mickey (1973), mostrandolo appeso in modo prominente sul muro dello spazio pittorico inteso a rappresentare il suo studio come lo studio ideale, e implicando che la sua popolarità con la critica e il pubblico ratifica la sua scelta di soggetto di cultura popolare.
L'idea di dipingere un cartone animato senza apparenti alterazioni mi è venuta in mente... e ne ho fatto uno quasi a metà per avere un'idea di come sarebbe potuto essere. E mentre dipingevo questo quadro mi sono interessato a organizzarlo come un dipinto e a portarlo a una sorta di conclusione come dichiarazione estetica, cosa che non avevo intenzione di fare all'inizio. E poi sono tornato al mio altro tipo di pittura, che era piuttosto astratta. O almeno ci ho provato. Ma avevo questo cartone animato nel mio studio, ed era un po' troppo formidabile. Non riuscivo a staccargli gli occhi di dosso, e in un certo senso mi impediva di dipingere in altro modo, e poi ho deciso che questa roba era davvero seria... diciamo che l'ho tenuta sul cavalletto per una settimana. Volevo solo vedere che aspetto aveva. Ho cercato di farne un'opera d'arte. Non cercavo solo di copiare. Mi sono reso conto che era molto più avvincente.
-Lichtenstein
Il dipinto fu lasciato in eredità alla National Gallery of Art di Washington dopo la morte di Lichtenstein nel 1997, in seguito a una promessa del 1990 in onore del 50° anniversario dell'istituzione. Rimane nella collezione della Galleria, dove è stato posto in mostra permanente.
Harold Rosenberg una volta descrisse la rielaborazione di Lichtenstein della fonte dei fumetti come segue: "...la differenza tra una striscia a fumetti di Topolino e un dipinto di Lichtenstein dello stesso soggetto era la storia dell'arte, o il fatto che Lichtenstein dipinge con l'idea del museo in mente."